# アナウル人
- アヌール人
- アナルス人
- アナウルス人

アナウル人（アナウルじん、英：Anaoul, 露：Анаулы）は、ロシア・アナディリ川に居住したユカギール人の一派。現在は存在していない。

## 概要
チュバンチー語の方言を話したとされる。アナウルは「川のほとりに住む人々」を意味する。定住生活を送っていたため、ロシア人からの一方的なヤサク（現物税徴収）の影響を受け、抵抗紛争によって滅びた。